# The Best of: Greatest Hits
Pour les articles homonymes, voir Best of.

The Best of : Greatest Hits est un album de compilations de Zucchero, il sort en 1997.

## Autour de l'album
Référence originale : Polygram 539307-7 - (cette édition comprend trois titres inédits : Va, pensiero, Madre Dolcissima (mama) et Un picolo aiuto). 

## Réception
L'album est disque de diamant en France (1 000 000 de copies vendus), double disque de diamant et onze fois de platine en Italie (1 100 000 copies vendus), disque de platine en Autriche (50 000 copies vendus), en Argentine (100 000 copies vendus) et au Mexique (100 000 copies vendus), triple disque de platine en Suisse (150 000 copies vendus), triple disque de platine en Europe (3 000 000 de copies vendus) et disque d'or en Allemagne (300 000 copies vendus), aux Pays-Bas (50 000 copies vendus), en Belgique (30 000 copies vendus) et au Portugal (30 000 copies vendus).

## Les titres
| No  | Titre                                          | Auteur | Durée |
| --- | ---------------------------------------------- | ------ | ----- |
| 1.  | Menta E Rosmarino                              |        | 5:26  |
| 2.  | Senza Una Donna                                |        | 4:26  |
| 3.  | Feels like a woman                             |        | 5:14  |
| 4.  | Cosi celeste                                   |        | 4:51  |
| 5.  | Eppure non t'amo                               |        | 4:43  |
| 6.  | Niente da perdere                              |        | 4:51  |
| 7.  | Con le mani                                    |        | 4:44  |
| 8.  | Madre Dolcissima (mama) (avec Johnny Hallyday) |        | 7:20  |
| 9.  | Overdose (d'amore)                             |        | 5:23  |
| 10. | Diavolo in me                                  |        | 4:05  |
| 11. | Diamante                                       |        | 5:51  |
| 12. | A wonderful world                              |        | 4:34  |
| 13. | Il volo                                        |        | 5:31  |
| 14. | Un piccolo aiuto (avec Gérard Depardieu)       |        | 3:46  |
| 15. | X colpa di chi ?                               |        | 3:14  |
| 16. | Va pensiero                                    |        | 4:11  |